# A Tourist's Guide to Love
A Tourist's Guide to Love és una pel·lícula de comèdia romàntica del 2023 dirigida per Steven K. Tsuchida i escrita per Eirene Donohue. És protagonitzada per Rachael Leigh Cook, Scott Ly, Missi Pyle, Ben Feldman, Nondumiso Tembe i Andrew Barth Feldman.
El rodatge es va fer a Vietnam l'abril de 2022 i es va estrenar el 21 d'abril de 2023 a Netflix. Ha estat subtitulada al català.

## Repartiment
- Rachael Leigh Cook com a Amanda Riley
- Scott Ly com a Sinh Thach
- Ben Feldman com a John
- Missi Pyle com a Mona
- Glynn Sweet com a Brian Conway
- Alexa Povah com a Maya Conway
- Jacqueline Correa com a Sam Gonville
- Nondumiso Tembe com a Dom Fisher
- Morgan Lynee Dudley com a Robin
- Andrew Barth Feldman com a Alex
- Quinn Trúc Trần com a Anh
- Nsưt Lê Thiện com a Ba Noi
- Anh Dào com a Auntie Diem

## Producció
L'abril de 2021, Variety va informar que Rachael Leigh Cook protagonitzaria i produiria una comèdia romàntica, A Tourist's Guide to Love, que es basa en una idea original seva amb Eirene Donohue com a guinista. La pel·lícula és una pel·lícula original de Netflix produïda per Head First Productions i Muse Entertainment. El maig de 2022 es va anunciar el càsting de Scott Ly, Ben Feldman, Missi Pyle, Jacqueline Correa, Nondumiso Tembe, Morgan Lynee Dudley, Andrew Barth Feldman, Glynn Sweet, Alexa Povah, Thanh Truc i Le Thien.
La rodatge va començar l'abril de 2022 i va tenir lloc a diverses ciutats del Vietnam, com ara Ho Chi Minh, Da Nang, Hội An, Hanoi i Hà Giang. Donohue va explicar per què era important per a ella no tenir una pel·lícula nord-americana ambientada al país centrada en la guerra, i va dir: "Quasi no hi ha pel·lícules americanes ambientades a Vietnam que no parlin del trauma de la guerra. Va ser molt important per a mi explicar una història sobre la vida d'ara. Una que estigués plena d'alegria, amor i celebració. Volia canviar la conversa sobre Vietnam, per destacar-lo com un país pròsper modern les històries del qual mereixen ser explicades".